# Pornografia in Giappone

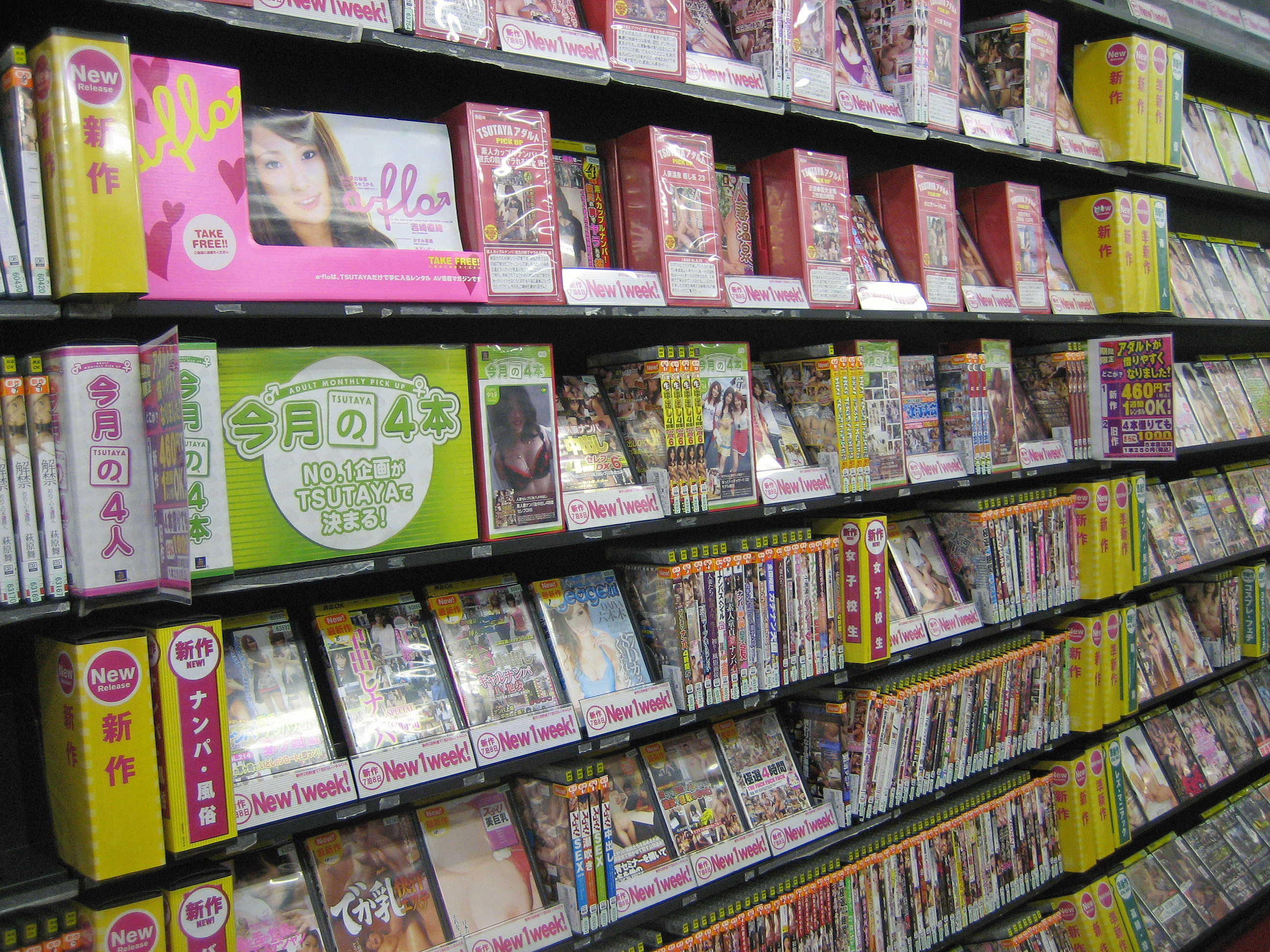
Video per adulti in Giappone.

La pornografia in Giappone è una vasta e molto approfondita attività di intrattenimento per adulti con caratteristiche uniche che la distinguono facilmente dalla pornografia occidentale. Riflettendo il punto di vista giapponese sulla sessualità e la cultura, la pornografia nipponica si addentra in un ampio spettro di atti sessuali eterosessuali, omosessuali e transgender oltre a feticci e parafilie unici.
A partire dai racconti erotici e stampa su blocchi di legno da prima del XX secolo (gli ukiyo-e), la pornografia giapponese si è evoluta in sottocategorie distinte con i mezzi di comunicazione che, oltre ai video pornografici e alle riviste di attori dal vivo, presentano categorie di manga (fumetti giapponesi) pornografici, videogiochi per computer pornografici (sia per PC sia per console di gioco) e anime pornografici (con raffigurazioni animate di attività sessuali).
Per il diritto giapponese, i genitali di attori e attrici devono essere censurati in qualsiasi prodotto pornografico, e lo stesso valeva per i peli pubici fino alla metà degli anni 1990. L'ano è soggetto a censura solo in caso di contatto o penetrazione sessuale. Questo tipo di censura si estende anche al fumetto, ai videogiochi e agli anime prodotti per gli adulti. Nei tentativi di eludere questo tipo di censura (e per soddisfare particolari feticismi), la pornografia giapponese presenta elementi raramente rappresentati nella pornografia occidentale. Bukkake, gokkun, omorashi e tentacle rape sono solo alcuni dei generi unicamente giapponesi che hanno acquistato notorietà anche tra i telespettatori occidentali. Il genere lolicon e il suo contributo alle polemiche per quanto riguarda la regolamentazione della raffigurazione della pornografia minorile ha costituito un grande problema per quanto riguarda la libertà di parola dentro e fuori del Giappone.

## Storia

### Prima del XX secolo
Le immagini pornografiche su blocchi di legno shunga sono state stampate nel corso dei secoli in tutte le situazioni immaginabili. Verso la fine del periodo Edo, quando la presenza straniera è diventata situazione comune, anche gli atti sessuali con maschi stranieri sono stati elaborati e venduti, per non parlare di atti con gli animali, demoni sia maschili (incubus) che femminili (succubus). Gli usi reali dello shunga in questo periodo sono ancora dibattuti, ma probabilmente somigliavano agli usi moderni del materiale pornografico, tra cui la masturbazione e la visione condivisa con un amante.
Dopo la restaurazione Meiji, nella seconda metà del XIX secolo, la pubblicazione di materiale pornografico è diminuita sotto la pressione del governo.

### Nel XX secolo
Durante il tardo periodo Taishō e l'inizio del periodo Shōwa, un movimento artistico chiamato ero guro-nansensu (letteralmente "erotico-grottesco-nonsense"), si è ampliato sotto l'influenza delle opere del decadentismo europeo. Le aperte espressioni sessuali sono state ammesse in romanzi e manga, ma uno stretto controllo è stato applicato a fotografie e filmati. Durante la seconda guerra mondiale, il materiale pornografico è stato vietato del tutto: «Dalla fine della seconda guerra mondiale l'articolo 175 del codice penale giapponese, nota come legge sull'oscenità, ha rappresentato l'unica restrizione ufficiale sulla libertà di espressione, che è comunque garantita dalla l'articolo 21 della Costituzione del 1947».
Influenzate da riviste come Playboy, le riviste pornografiche hanno cominciato ad essere stampate subito dopo la fine della seconda guerra mondiale. Gli articoli di Playboy trattavano soprattutto lo stile di vita americano; le modelle raffigurate erano per lo più donne non asiatiche e le interviste erano con persone in gran parte ancora del tutto sconosciute in Giappone, mentre la moda e lo sport erano prettamente americani, generando così un feticcio e un genere conosciuto come yomono (letteralmente "cose occidentali").
Nei primi anni del 1960 diversi studi cinematografici hanno iniziato a produrre pinku eiga (film soft-core, letteralmente "film rosa"). Con le leggi sulla censura che vietavano la visione dei genitali ma per il resto libero di esprimere qualsiasi altra cosa, questi film si diversificarono rapidamente fino a riempire tutti i generi, tra cui gli stupri e la messa in schiavitù. Nel corso degli anni 1960 i pinku eiga sono stati prodotti principalmente con un budget a disposizione limitato da registi indipendenti come Kōji Wakamatsu. Nel 1971 il grande studio Nikkatsu è entrato nel genere cinematografico rosa.
A partire dal 1971 cominciarono ad apparire anche riviste orientate verso l'omosessualità, tra cui Barazoku. Le riviste omosessuali tendono ad essere su misura per particolari fette della popolazione, come Badi che dispone di giovani maschi adulti, Samson dedicata agli uomini in carne e G-men con la rappresentazione di uomini muscolosi.

#### Anni 1980
Il mercato dei video pornografici, comunemente chiamati A/V (abbreviazione di "video per adulti"), ebbe un picco di vendite nel corso degli anni 1980, perché la maggior parte delle famiglie giapponesi ora avevano almeno due televisori e un videoregistratore. Uno dei motivi del boom del VHS a discapito del formato Betamax negli anni ottanta si dice sia dovuto proprio al gran numero di A/V pubblicati in formato VHS in quel periodo. Pochi A/V vennero invece venduti in formato Laserdisc.
La fine del decennio vide crescere anche il mercato dōjinshi. Si stima che circa la metà di questo mercato sia costituita da contenuti pornografici. Nonostante i problemi di copyright che affliggono il mercato, quello dōjinshi ha da sempre rappresentato il punto di partenza per molti mangaka prima di fare il proprio debutto da professionista. Il genere yaoi ha avuto origine all'interno del mercato dōjinshi.

#### Anni 1990
Secondo John Carr, consulente governativo del Regno Unito in materia di politica di sicurezza Internet per i bambini, i due terzi di tutte le immagini pedofile su Internet alla fine del 1990 possono aver avuto origine in Giappone. Lo stesso Carr ritiene inoltre che «la pornografia infantile, in qualsiasi forma essa appaia, aiuti a trasmettere il messaggio che sia legittimo abusare sessualmente dei bambini. Aiuta i pedofili a giustificare le loro idee o comportamenti e desensibilizza la società nel suo complesso». Da quando la legge contro la pornografia infantile è stata promulgata nel 1999, la percentuale di immagini pedopornografiche prodotte in Giappone si aggira a meno del 2%. L'ECPAT (End Child Prostitution, Child Pornography and Trafficking of Children for Sexual Purposes) ritiene che molti produttori di pornografia infantile siano passati a produrre anime o film che presentano adulti vestiti da bambini.

## Regolamentazione

### Leggi sulla censura
In Giappone, ai sensi dell'articolo 175 del codice penale, le persone che vendono o distribuiscono materiale osceno possono essere punite con sanzioni o con la detenzione. L'articolo 175 è stato incluso nel documento originale nel 1907 e rimane relativamente immutato. Mostrare i peli pubici e i genitali degli adulti una volta era considerato osceno. Il video pornografico raffigura scene di sesso esplicito abitudinariamente con i genitali dei partecipanti oscurati da pixelizzazione. Il livello di censura sul pene può variare. La pubblicazione di Waterfruit e Santa Fe da parte del fotografo Kishin Shinoyama rappresentò probabilmente la prima pubblicazione in cui vennero mostrati i peli pubici.
Molte aziende di produzione video appartengono ad associazioni etiche che forniscono indicazioni su ciò che è accettabile e ciò che non lo è. Il Nihon Ethics of Video Association, la Contents Soft Association e la Ethics Organization of Computer Software sono esempi di tali tipi di organizzazione. Negli anni duemila vennero sollevate polemiche sul legittimo uso di materiale artistico o didattico raffigurante peli pubici o genitali in contesti educativi. Nel 2014 la polizia giapponese ha scoperto un negozio di pornografia clandestino che possedeva una macchina in grado di rimuovere la pixelizzazione dalle immagini contenute su DVD censurati.

### Pedopornografia
La distribuzione di materiale pedopornografico è illegale per legge a partire dal 1999, dopo la pressione internazionale da parte delle Nazioni Unite, dell'UNICEF e di altre organizzazioni internazionali. La legge fa comunque distinzione tra pornografia hardcore e softcore, quest'ultima ampiamente disponibile in Giappone attraverso il fenomeno junior idol e lolicon, il cui materiale è liberamente accessibile in quartieri come Akihabara e Nipponbashi o nei comuni convenience store (konbini), i negozi giapponesi.
Nel giugno 2008 un disegno di legge che ha proposto l'imposizione di un divieto di possesso di pornografia infantile è stata presentata alla Camera dei rappresentanti, dove è poi stato discusso dinanzi alla Dieta nazionale nel mese di settembre, ma riuscendo tuttavia a ricevere i voti necessari per essere approvato. Il possesso di pornografia infantile che raffigura bambini veri è illegale in Giappone dal giugno 2014.

### Violenza sessuale
Il professore Milton Diamond e il giornalista Ayako Uchiyama asseriscono che la massiccia presenza di materiale pornografico in Giappone dal 1970 in poi ha comportato una diminuzione della violenza sessuale effettiva segnalata. Nel 2016 il gruppo Human Rights Campaign Now ha riportato testimonianze di alcune donne che sarebbero comparse in film pornografici contro la loro volontà. Il gruppo ha chiesto l'introduzione di una normativa per regolamentare le società di produzione e per il supporto per tutti i performer che avessero subito abusi
.

## Aspetti culturali

### Religione e pornografia
Lo shintoismo, la religione indigena del Giappone, ha sede nell'animismo ed ha la convinzione che gli esseri soprannaturali dimorino in natura. Gli dei e le dee dello shintoismo non sono depositari di moralità o di perfezione; invece, esistono all'interno della natura e quindi, anche la sessualità contribuisce ad essere una parte innata della vita stessa. Pertanto gli atteggiamenti religiosi non sono un ostacolo alla presenza di materiale pornografico nella società laica del Giappone e la pornografia non è in alcuna maniera punibile per blasfemia, neppure quando raffigura persone religiose (per lo più fanciulle dei santuari) o esseri mitologici.

## Media

### Sottogeneri del porno giapponese
Tra i vari sottogeneri di pornografia giapponese vi sono i seguenti:
- Lolicon (ロリコン?, rorikon, abbreviazione di lolita complex): questo genere coinvolge le bambine in età prepuberale tra i 6 e gli 11 anni o appena adolescenti. Si tratta principalmente di pornografia animata, dato che l'età minima legale per le attrici dei film pornografici in Giappone è di 18 anni.
- Shotacon (ショタコン?, shotakon, abbreviazione di shōtarō complex): simile a lolicon, questo genere presenta bambini in età prepuberale o minorenni di età compresa tra i 6 e gli 11 anni. Anche in questo caso si tratta di pornografia animata date le restrizioni sull'età in vigore in Giappone.
- Yaoi (やおい? lett. "amore di un ragazzo"): la trama presenta spesso due giovani uomini cresciuti in un rapporto omosessuale. I destinatari sono in genere giovani donne adulte. Presenta tipicamente la figura di un uke effeminato o sottomesso e di un seme mascolino o dominatore.
- Bara (蔷薇?): un sottogenere dello yaoi. Si concentra sul desiderio e l'amore tra maschi, creato da e per uomini gay adulti e tende a concentrarsi sugli ostacoli più realisticamente e alle sfide sociali che derivano dall'essere omosessuali in Giappone.
- Yuri (百合?): tipicamente caratterizzato da due giovani donne coinvolte in una relazione omosessuale. Si rivolge prettamente ad un pubblico maschile ma è molto meno popolare dello yaoi.
- Porno per le donne: nuovo sottogenere rivolto a un pubblico prettamente femminile, raffigurante eromen ("uomini erotici") che sono sempre disponibili davanti alle esigenze delle donne[19][20].

### Anime e manga
L'animazione erotica (conosciuta in Occidente come hentai, ma in Giappone come "anime per adulti") è un genere popolare e mantiene generalmente lo stesso stile di animazione visto in altre forme popolari di animazione giapponese (anime). Il termine hentai significa letteralmente "metamorfosi" o "trasformazione", ma in uso alternato e nel contesto della situazione, significa "maniera perversa" o "pervertito".
Manga con un target pornografici o contenuti per adulti si rivolgono sia ad pubblico maschile che femminile, e sia artisti manga maschili che femminili possono scrivere opere pornografiche.

### Dōjin e parodie
Le dōjinshi, riviste pubblicate in proprio, contengono spesso imitazioni pornografiche di anime popolari, giochi e manga.

### Videogiochi
I bishōjo game o galge e gli eroge sono videogiochi orientati per un pubblico adulto